# Tipula subaptera
Tipula subaptera är en tvåvingeart som beskrevs av Freeman 1950. Tipula subaptera ingår i släktet Tipula och familjen storharkrankar.
Artens utbredningsområde är Tanzania. Inga underarter finns listade i Catalogue of Life.